# 2169 Taiwan
2169 Taiwan este un asteroid din centura principală, descoperit pe 9 noiembrie 1964.